# Verliebte Leute
Verliebte Leute ist ein österreichischer Spielfilm von Franz Antel aus dem Jahr 1954.

## Handlung
Der selbstbewusste Exportkaufmann Otto Polsterer macht auf der Fahrt, mit seinem Cadillac zum Wörthersee, in einem Münchner Hotel eine Übernachtungspause. Mit dabei ist seine Tochter Anja, die aber lieber bei ihrer großen Liebe Jonny wäre. Hier bekommt Herr Polsterer die Nachricht, dass seine Anwesenheit in der Firma, wegen eines großen Millionengeschäfts, erforderlich wäre. Das erfordert neue Entscheidungen und er beschließt, seine Tochter durch den Besitzer der gegenüberliegenden Tankstelle Gustl Kränzlein mit seinem Auto zum Endziel, nach Velden am Wörthersee, bringen zu lassen. Anja wird aber noch von ihm belehrt, dass sie sich täglich zu melden habe. So kann er sich unbesorgt in das Flugzeug nach Hamburg setzten. Dass alles ganz anders kommt, kann er natürlich nicht ahnen.
Gustl hat zur gleichen Zeit Besuch von seinem Neffen, dem immer etwas klammen Ingenieur Manfred Böttcher bekommen. Dieser ist mit seinen beiden Freunden, dem schüchtern und schwärmerisch veranlagten Karl Munk und dem immer zu Späßen aufgelegten Vertreter Gerhard Rohne mit einem alten, braven Auto plus gemietetem Wohnwagen zu einem vergnüglichen Junggesellenurlaub, unterwegs. Auf Anregung der resoluten Mutter Kränzlein sitzt aber am nächsten Morgen statt Gustl, der junge Manfred am Steuer des Cadillac, um „das Kind“ aus dem Hotel gegenüber abzuholen. Sein Erstaunen ist riesengroß, als er eine junge, bildhübsche Frau sieht. Seine Verwirrung wäre wahrscheinlich noch größer gewesen, wenn er gewusst hätte, dass die echte Anja auf dem Weg zu ihrem Liebsten ist und sich, von der gerade aus den Hoteldiensten entlassenen Telefonistin Brigitte Mansfeld, vertreten ließ.
Karl und Gerhard beschließen indessen, dem Cadillac dicht auf den Fersen zu bleiben, da ja ihr Vorsatz, während des Urlaubs sich nicht nach hübschen Mädchen umzusehen, von Manfred nicht eingehalten wurde. Schließlich erreichen sie, dass man den weiteren Weg gemeinsam verbringt. Nachdem Brigitte als Anja das erste Pflichttelegramm aus Salzburg an Herrn Polsterer schickt, müssen sie, auf Grund einer „Panne“ am Fuschlsee übernachten. Während Brigitte im Wohnwagen schläft, campen die drei Freunde wachehaltend daneben. Am nächsten Morgen stellt Manfred erstaunt fest, dass „plötzlich“ wieder Benzin da ist, und weiter geht die Fahrt. Kurz vor St. Wolfgang treffen sie Anja, die inzwischen festgestellt hat, dass ihr Jonny verheiratet ist. Um die Lüge nicht auffliegen zu lassen, bleibt ihr nichts weiter übrig, als die weitere Fahrt als Brigitte Mansfeld mitzumachen. Während Karl bereits sein Herz für die echte Brigitte entdeckt hat, wehrt sich Manfred gegen seine Gefühle für diese „leichtsinnige, fremde Autos stoppende Brigitte, die ja eigentlich Anja ist“. Er behandelt sie auch entsprechend hart. Während einer Bauernhochzeit in Heiligenblut bleibt Gerhard, dem eigentlich jedes hübsche Mädchen gefällt, beinahe an der Kranzljungfer Marianne hängen. Denn einer alten Tradition zufolge kommt die Aufforderung einer Kranzljungfer zum Tanz einem Heiratsantrag gleich. Nach noch anderen Turbulenzen schaffen es die fünf aber endlich in Velden am Wörthersee anzukommen und Manfred liefert „Anja“, sehr zum Leidwesen Karls, im Schlosshotel ab. Aus Zuneigung nimmt er die echte Anja mit zum Campingplatz, um sie nicht den „Gefahren der Landstraße“ auszusetzen. Als Vater Polsterer und Onkel Kränzlein am Wörthersee eintreffen, ist das Happyend bereits nicht mehr aufzuhalten und auch Gerhard kann sich endlich der Kranzljungfer erwehren.

## Produktion
Als Franz Antel den dritten Hauptdarsteller neben den bereits engagierten Peter Pasetti und Rudolf Platte suchte, fiel ihm Peter Alexander ein, der in Die süßesten Früchte zusammen mit der ebenfalls ungenannten Leila Negra das Eingangslied gesungen hatte. Doch Waldfried Barthel, der Chef des Constantin-Verleihs, lehnte den unbekannten Darsteller zunächst ab. Erst als Antel die zugkräftigen Namen Hans Moser und Oskar Sima unter Vertrag hatte, gab Barthel seine Erlaubnis. Da Alexander sich noch kurz vor Drehbeginn an einem unbekannten Ort im Urlaub in Italien befand, ließ ihn Antel von der Wiener Zweigstelle der Interpol suchen, die ihn zusammen mit seiner Frau Hilde in Grado entdeckte. Alexander befürchtete, er dürfe im Film lediglich ein Liedchen singen, wurde aber von seiner Frau überredet, den Urlaub abzubrechen. Für Peter Alexander war es die erste Hauptrolle in einem Film.
Als Atelier diente das Filmstudio in Salzburg-Parsch. Die Außenaufnahmen wurden in München, Salzburg, am Fuschl-, Wolfgang- und Wörthersee, sowie im Großglocknergebiet gedreht. Der Film wurde in Österreich produziert und erlebte seine Uraufführung unter dem Titel Verliebter Sommer in Wien am 31. Dezember 1954. In Deutschland hieß er dann Verliebte Leute und die Premiere fand am 27. Januar 1955 statt. Im Deutschen Fernsehfunk lief der Film unter der Ankündigung „Verliebte Leut‘“ erstmals am 16. August 1961.

## Kritik
Das Lexikon des internationalen Films bezeichnete den Film als einen mit Schlagern gestreckten Unterhaltungsfilm, anspruchs- und belanglos.